# Olimpijsko selo
Olimpijsko selo je četvrt gdje sportaši, njihovi treneri i službenici povezani s Igrama žive tijekom Olimpijskih igara. Olimpijsko selo se nalazi u gradu domaćinu, obično nedaleko velikih sportskih terena.
Ideja o Olimpijskom selu potječe od Pierra de Coubertina. Sve do Olimpijskih igara 1924. u Parizu, svi sportaši i službenici bili su raspodijeljeni po različitim četvrtima grada domaćina, što je bilo skupo za Nacionalni olimpijski odbor. Za ljetne igre 1924., organizatori su sagradili nekoliko kućica nedaleko Stade Olympique Yves-du-Manoir, da bi na taj način sportaši lakše dolazili na Igre. Olimpijsko selo napravljeno za ljetne igre 1932. postalo je model za sva Olimpijska sela koja su kasnije pravljena; sastoji se od skupine stambenih objekata i objekata s lokalima i zajedničkim prostorima.

## Nepotpun popis Olimpijskih sela
- Los Angeles 1932.: Prvo Olimpijsko selo sagrađeno je u četvrti Baldwin Hills u Los Angelesu. Selo je izgrađeno za muškarce i sastojalo se od nekoliko stotina zgrada, uključujući i poštu, telegrafski ured, bolnicu, vatrogasnu postaju i banku. Ženske sudionice Igara bile su smještene u Chapman Park Hotelu na Wilshire Boulevardu.[4]
- Berlin 1936.: Olimpijsko selo u Berlinu sastoji se od oko 145 jedno- i dvokatnih stanova, Haus der Nationen (blagovaonica), Hindenburghaus (kazalište), bolnice, zatvorene dvorane, bazena za plivanje i jedne saune, oko 15,5 km zapadno od Berlina. Selo je upotrebljavano kao vojarna više od 50 godina. Veliki broj kuća je uništen, dok su druge jako oštećene. Kuća Jessa Owensa je obnovljena.
- Melbourne 1956.: Dio četvrti Heidelberg West koje danas nosi naziv "Olympic Village" sastoji se od sportskog centra, osnovne škole, komercijalne ulice i stanova za sportaše.
- Squaw Valley 1960.: Četiri identične trokatne stambene zgrade, od kojih su danas dvije sačuvane.
- Mexico City 1968: 904 stana u 29 višenamjenskih objekata u Miguel Hidalgo Olympic Village kompleksu.
- Peking 2008.: Olimpijsko selo je izgrađeno u nastavku Olimpijskog parka u Pekingu, gdje je također bio i veći dio arena. Kompleks je bio veličine 66 hektara s 22 šestokatnih i 20 devetokatnih objekata. U objektima je bilo smješteno 16 000 osoba tijekom Igara, a poslije Igara Selo je postalo stambena četvrt.[5][6]

- London 2012.: Sagrađeno u novom dijelu Londona nazvanom East Village.[7][8] Nakon OI pretvoreno u stambeno naselje.[9]
- Rio de Janeiro 2016.: Nalazilo se u gradskom naselju Barra da Tijuca.[10] Sportaši su bili smješteni u 31 zgradi, u 3.604 apartmana s dva, tri ili četiri kreveta.[11]
- Tokio 2020.: Nalazilo se u Tokijskom zaljevu i prostiralo se na 44 hektara s 21 zgradom.[12]
- Pariz 2024.: Nalazi se 7 kilometara sjeverno od Pariza. Osamdesetpet posto sportaša moglo je doći na svoja borilišta za do 30 minuta vožnje.